# 六郷政林
六郷 政林（ろくごう まさしげ）は、江戸時代中期の大名。出羽国本荘藩の第6代藩主。官位は従五位下・兵庫頭。

## 生涯
元文2年（1737年）、六郷政蔭（第4代藩主六郷政晴の三男）の長男として誕生した。
寛延4年（1750年）2月27日、第5代藩主で伯父の六郷政長の養子になった。宝暦4年（1754年）10月2日、政長の死去により家督を相続した。なお、政長には長男の政展がいたが、いまだ若年であったため政林が家督を相続して政展を養嗣子としたが、政展は相続前に26歳で夭折した。同年10月15日、第9代将軍徳川家重に拝謁した。同年12月18日、従五位下・兵庫頭に叙任された。宝暦5年（1755年）4月15日、お国入りの許可を得る。
天明5年（1785年）3月10日、隠居した。長男の政聲は前年に死亡していたため、三男の政速が家督を継いだ。
寛政9年（1797年）9月10日、死去。享年61。

## 系譜
父母
- 六郷政蔭（実父）
- 六郷政長（養父）

正室
- 阿部正福[1]の娘

子女
- 六郷政聲（長男） 生母は正室
- 六郷熊次郎（次男） 生母は正室
- 六郷政速（三男）
- 六郷政暁（六男）
- 旗本三枝守義[2]正室
- 逸 - 大関増輔正室、後に離縁後船越景範継々室、後に中西元武正室

養子
- 六郷政展 - 政長の長男